# Can Benet (Girona)
Can Benet o Can Benet Vell és una masia a tocar de la fàbrica de la Nestlé al terme municipal de Girona feta de rierencs, de planta rectangular, de planta baixa i teulat a dues aigües i carener paral·lel a la façana principal. En mal estat general, destaquen dues finestres de modillons a diferents llocs, i la finestra d'arc conopial de la façana N, i la de l'E.